# PJP4
PJP4 es una empresa de servicios a campos petrolíferos con sede principal en Reynosa, México y operaciones en más de 8 países en América. La compañía emplea más de 1000 personas a lo largo de sus operaciones, desde Estados Unidos hasta Venezuela. PJP4 asegura de tener una producción diaria de más de 250.000 barriles de petróleo y 350 millones de pies cúbicos normales de gas natural. La compañía está certificada en ISO 9001:2008, OHSAS 18001 and ISO 14001.

## Descripción de la empresa

### Sedes

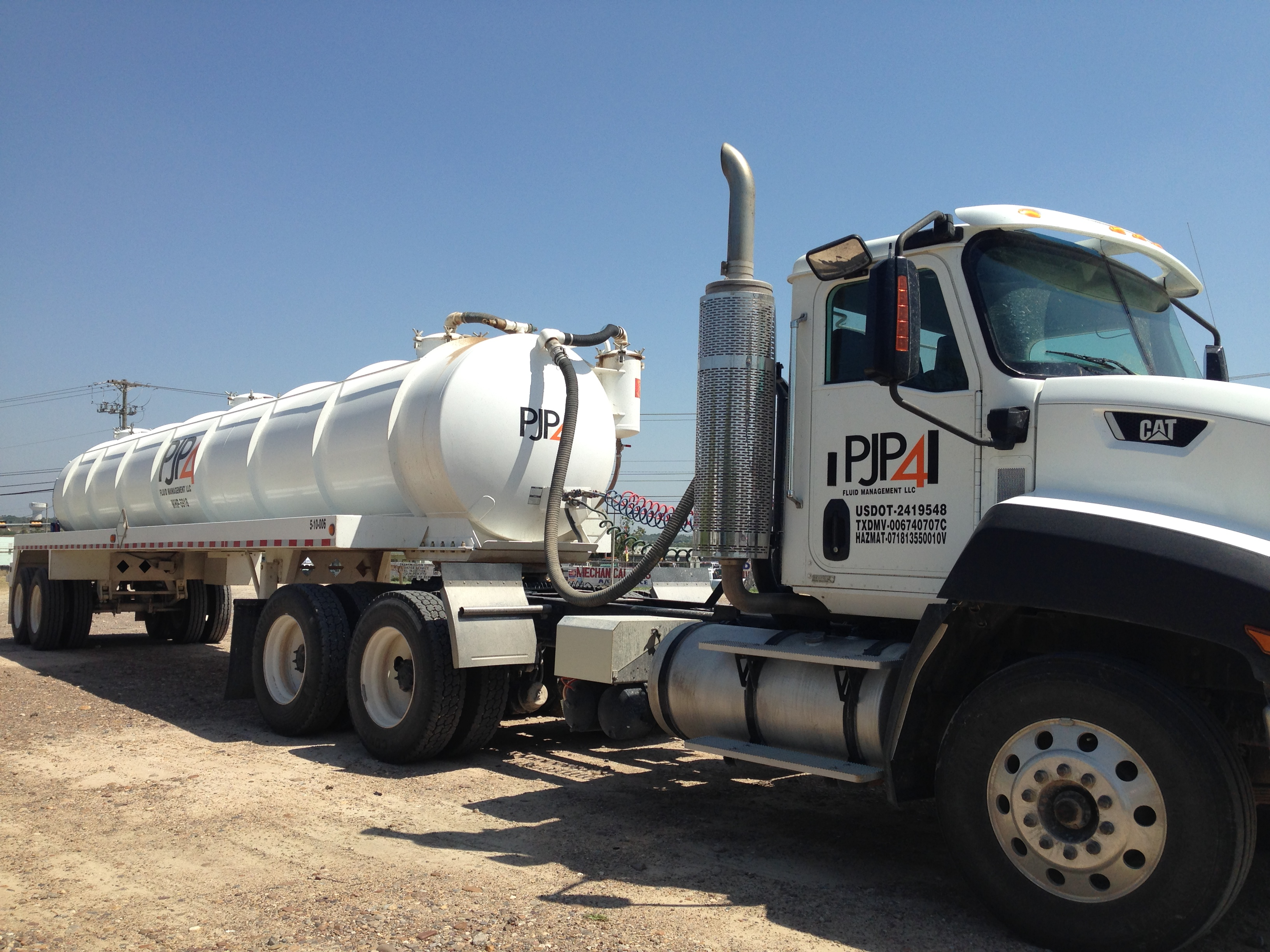
Camión de transporte de fluido de PJP4

La compañía está ubicada principalmente a lo largo de la costa del Golfo de México con oficinas en Ciudad de México, Poza Rica, Veracruz;  Villahermosa, Tabasco y la sede principal en Reynosa, México. Fuera de México, la compañía tiene sedes en Caracas, Venezuela; Bogotá, Colombia; Mission, Texas y Laredo, Texas.

### Servicios[2]
- Operación y Mantenimiento

- Gestión de sistemas mecánicos y artificiales

- Sistemas de control y monitoreo

- Pruebas de sistemas eléctricos

- Inspección y Evaluación

- Protección catódica

- Integridad mecánica

- Evaluación de conformidad y auditorías de condición operacional

- Entrenamiento y certificación de personal

- Ingeniería general

- Construcción

- Ingeniería de procesos y optimización de la producción